# Liste der Biografien/Belz
Liste der Biografien |
Portal Biografien |
Personensuche
# |
A |
B |
C |
D |
E |
F |
G |
H |
I |
J |
K |
L |
M |
N |
O |
P |
Q |
R |
S |
T |
U |
V |
W |
X |
Y |
Z |
?
 
Ba |
Be |
Bd |
Bg |
Bh |
Bi |
Bj |
Bl |
Bm |
Bn |
Bo |
Br |
Bs |
Bu |
Bw |
By |
Bz
 
Bea–Beb |
Bec |
Bed |
Bee |
Bef |
Beg |
Beh |
Bei |
Bej |
Bek |
Bel |
Bem |
Ben |
Beo |
Bep |
Beq |
Ber |
Bes |
Bet |
Beu |
Bev |
Bew |
Bex |
Bey |
Bez
 
Bela |
Belb |
Belc |
Beld |
Bele |
Belf |
Belg |
Belh |
Beli |
Belj |
Belk |
Bell |
Belm |
Beln |
Belo |
Belp |
Belq |
Belr |
Bels |
Belt |
Belu |
Belv |
Belw |
Bely |
Belz
Die Liste der Biografien führt alle Personen auf, die in der deutschsprachigen Wikipedia einen Artikel haben. Dieses ist eine Teilliste mit 31 Einträgen von Personen, deren Namen mit den Buchstaben „Belz“ beginnt.

## Belz
- Belz, August (1907–1971), Schweizer Fabrikant, Freimaurer und Stifter
- Belz, Christian (* 1974), Schweizer Langstreckenläufer
- Belz, Corinna (* 1955), deutsche Filmemacherin, Drehbuchautorin und Produzentin
- Belz, Ewald (1902–1978), deutscher Politiker (CDU)
- Belz, Gabrielle, australische Immunologin mit Schwerpunkt Virusinfektionen
- Belz, Gotthilf (1905–1999), deutscher Schriftsteller
- Belz, Gustav (* 1940), deutscher Mediziner
- Belz, Johann (1925–1976), deutscher Bildhauer
- Belz, Johann Josef (1873–1957), deutscher Bildhauer und Medailleur
- Belz, Stefan (* 1980), deutscher Politiker (Bündnis 90/Die Grünen)
- Belz, Tom (* 1987), deutscher Bergsteiger und Musiker
- Belz, Ulysses (* 1958), deutscher Maler und Grafiker
- Belz, Uwe (1937–2002), deutscher Regisseur, hauptsächlich von Dokumentarfilmen

### Belza
- Belza, Eduardo (* 1956), uruguayischer Fußballspieler
- Belzar, Georg (1570–1626), deutscher Mediziner und kursächsischer Leibarzt

### Belzb
- Belzberg, Edet, US-amerikanische Dokumentarfilmerin

### Belze
- Belzer, Eduard (* 1896), deutscher Jurist
- Belzer, Emil (1860–1930), deutscher Jurist und Politiker (Zentrum), MdR
- Belzer, Heinrich (1861–1927), deutscher Jurist und Verwaltungsbeamter
- Belzer, Maarten (1870–1948), niederländischer Generalleutnant
- Belzer, Richard (1944–2023), US-amerikanischer Komiker und SchauspielerRichard Belzer (1944–2023)

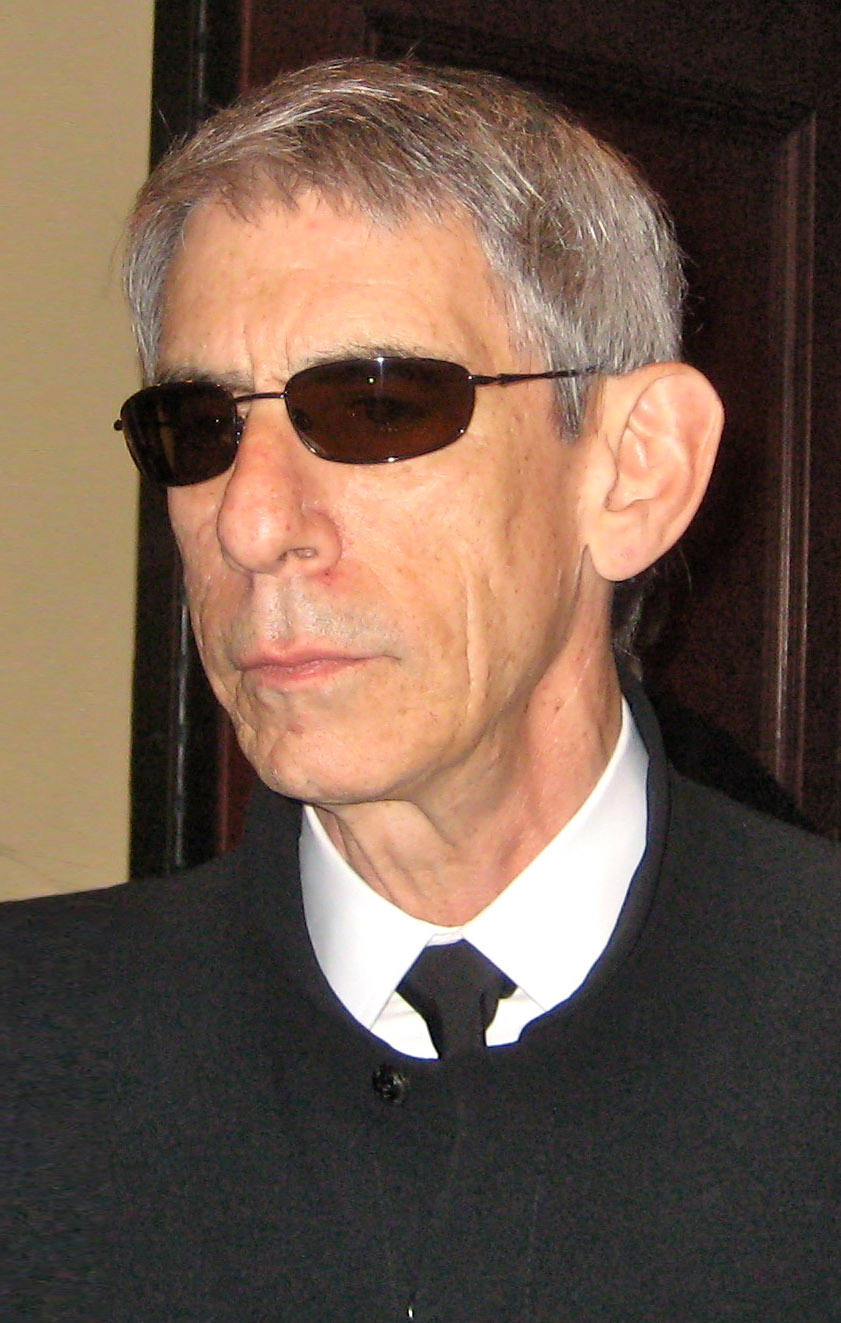
Richard Belzer (1944–2023)

- Belzer, Rudolf (1901–1976), deutscher Landrat

### Belzi
- Belzile, Joseph Marie Régis (1931–2018), kanadischer Ordensgeistlicher, römisch-katholischer Bischof von Moundou

### Belzn
- Belzner, Emil (1901–1979), deutscher Journalist und Schriftsteller
- Belzner, Hermann (1919–1991), deutscher Politiker (SPD), MdL

### Belzo
- Belzoni, Giovanni Battista (1778–1823), italienischer Abenteurer, Gewichtheber
- Belzoni, Sarah (1783–1870), britische Artistin, Orientreisende und Abenteuerin
- Belzowa, Aleksandra (1892–1981), lettisch-sowjetische Kunstmalerin

### Belzu
- Belzu, Manuel Isidoro (1808–1865), bolivianischer Staatspräsident
- Belzus, Algimantas (* 1951), litauischer Politiker

### Belzy
- Belzyt, Leszek (* 1958), polnischer Historiker und Hochschullehrer